# ¿Quién es el Sr. López?
¿Quién es el Sr. López? è una miniserie televisiva documentaria diretta da Luis Mandoki nel 2006.

## Trama
La vita di Andrés Manuel López Obrador, popolare politico messicano di sinistra, e i potenziali retroscena della strumentalizzazione politica nelle elezioni messicane del 2006.

## Distribuzione
Il documentario è stato concesso in copyleft.